# Corb de Chihuahua
La corb de Chihuahua (Corvus cryptoleucus) és un ocell de la família dels còrvids (Corvidae).

## Hàbitat i distribució
Habita zones obertes, deserts i planures des del sud-oest dels Estats Units fins al nord de Mèxic, a nord de Sonora, sud i sud-est d'Arizona, centre i nord-est de Nou Mèxic, nord-est de Colorado i sud de Nebraska i oest de Kansas cap al sud fins Michoacán, Guanajuato, Querétaro, San Luis Potosí, Tamaulipas, centre i sud de Texas i oest d'Oklahoma.